# 宋素喜
宋素喜（韓語：송소희，1997年10月20日—），韩国传统音乐歌手，出身恩津宋氏。宋素喜自2008年11嵗時參加KBS第1频道全國歌唱大賽起便聞名南韓，被稱爲國樂少女（韓語：국악소녀）。在2014年索契冬季残奥会闭幕式上，宋素喜演唱了韓國傳統歌曲《阿里郎》，她于2016年入讀檀國大學音樂學院韓國傳統音樂系學習；同年10月24日被委任爲京畿道龍仁市宣傳大使。

## 生平
宋素喜1997年10月20日（農曆九月十九日）出生於韓國忠清南道禮山郡德山面，她是家中長女，有一個妹妹。
她很早便展現出自己的音乐天赋，据后来她说是因为父亲喜欢给她唱民谣。在其5岁时，父母將宋素喜送进了一个国乐学校，以提高其演唱技巧。她师从京畿道民谣歌手朴锡善和李浩妍，后者被韩国政府列为“国家无形文化财保有者”。她在四物打击乐大师李光洙指导下学习了韩国传统打击乐器。
宋素喜曾就读于忠清南道的德山小学、临城中学和湖西高中。2016年，她进入檀国大学音乐学院学习传统音乐。

## 外部連結
- 송소희 음악 컴퍼니 - SH파운데이션NAVER
- _songsohee （页面存档备份，存于） Instagram
- YouTube上的송소희Shfoundation頻道
- 송소희/shfoundation的Facebook專頁